# Rușețu
Rușețu est une commune roumaine située dans le județ de Buzău dans la région de Munténie. Elle est jumelée avec la ville de Saumur, située dans la région des Pays de la Loire, en France.